# Египет на летних Олимпийских играх 1936
Египет принимал участие в Летних Олимпийских играх 1936 года в Берлине (Германия) в пятый раз за свою историю, пропустив Летние Олимпийские игры 1932 года, и завоевал две золотые, одну серебряную и две бронзовые медали.

## Золото
- Тяжёлая атлетика, мужчины — Анвар Месбах.
- Тяжёлая атлетика, мужчины — Хадр Эль-Туни.

## Серебро
- Тяжёлая атлетика, мужчины — Салех Солиман.

## Бронза
- Тяжёлая атлетика, мужчины — Ибрагим Шамс.
- Тяжёлая атлетика, мужчины — Ибрагим Васиф.